# 植物园站 (卡卢加-里加线)
植物園站（羅馬化：Botanichesky sad）是莫斯科地鐵卡盧加－里加線的一個車站，站名來自於附近的莫斯科科學院植物園。植物園站開通於1978年9月29日，車站的裝飾也是以自然為主題。